# 阿津川
阿津川（あつがわ）は、神奈川県相模原市緑区の寸沢嵐や若柳の地域内を流れる河川。相模川の支流の一つである。

## 地理
石老山付近に源を発し相模川まで流れてゆく。北方にさがみ湖MORI MORIや相模湖林間公園などを見渡し、途中国道412号や神奈川県道517号奥牧野相模湖線をそれぞれ交差したりしながら沿う形で進路はやや北東向きに流れ込みやがて相模川と合流していく。

## 自然
阿津川沿いには植樹された河津桜をこの地域の頭名を取り「阿津桜」と名付け、相模原市の観光の目玉とし、阿津桜まつりも開かれる。また蛍もこの河川沿いに生息する。

## 通過する地域
- 寸沢嵐（すわらし）
- 若柳（わかやなぎ）

## 通過する橋梁
- 阿津川橋

## 交差または並走する道路
- 国道412号 - 阿津川を3ヶ所交差する。
- 神奈川県道517号奥牧野相模湖線 - 阿津交差点（国道412号との合流付近）から若柳営業センター付近まで沿う。

## 交通
神奈川中央交通（神奈中バス）の相模湖駅（JR中央本線）から三ヶ木まで結ぶ湖21・22系統が国道412号を通りながらこの阿津川にも沿う形で走行している。

## 周辺の名所や施設など
上流付近から
- 顕鏡寺
- 津久井自動車協業組合
- どうぶつむら
- つばめ観光バス事業所
- 正覚寺
- 相模湖林間公園テニス場、野球場
- MBオート相模湖店
- サンクス相模原若柳店
- 稲荷神社
- 相模原市立内郷中学校
- 相模原市立さがみ湖リフレッシュセンター
- 相模原市国民健康保険内郷診療所
- 内郷郵便局
- 相模原市立内郷保育園
- 相模原市立内郷小学校
- Jマート相模湖店
- 帝京大学薬学部
- フレサたからや相模湖店
- 若柳営業センター
- ニューアイ相模湖事業所
- 宝福寺
- 神奈川県農業技術センター
- 沼本ダム - 相模川と津久井湖の間

## 参照
1. ↑  http://www.city.sagamihara.kanagawa.jp/dbps_data/_material_/localhost/midoriku/46050000/pdf/chiikikasseika/h24/05sagamiko.pdf 相模原市の平成24年度交付決定事業一覧より